# Malvastrum tomentosum
Malvastrum tomentosum är en malvaväxtart. Malvastrum tomentosum ingår i släktet Malvastrum och familjen malvaväxter.

## Underarter
Arten delas in i följande underarter:
- M. t. pautense
- M. t. tomentosum